# Russula heterophylla
Russula heterophylla (Fr.) Fr., Epicrisis Systematis Mycologici (Upsaliae): 352 (1838).

## Descrizione della specie
Cappello
5-12 cm di diametro, prima convesso-subsferico, poi appiattito e leggermente depresso.
Cuticoladifficilmente separabile dal cappello, leggermente viscosa con l'umido, brillante e liscia a volte screpolata con il tempo asciutto, di colore verde, più carico al centro con sfumature giallastre, grigiastre e anche gialle (var. chlora) o vinaccia.
Lamelle
Fitte, sottili, basse verso il gambo, annesse, leggermente decorrenti, connesse tra loro da basse venature biforcate (anastomosate), scarsamente lardacee, bianche o bianco-crema.
Gambo
3–6 x 1–3 cm, duro, compatto, regolare, cilindrico, spesso attenuato alla base, bianco con tendenza ad ingiallire, con macchie brunastre alla base in vecchiaia.
Carne
Bianca, compatta, alquanto elastica.
- Odore: gradevole, non molto forte.
- Sapore: mite.

Microscopia
Spore5–7 x 4–6 µm (le più piccole nel genere Russula), bianche in massa, da globose ad ellissoidali, con verruche alte 0,2–0,6 µm.
Cistidiclavati, cilindrici, fusiformi.

## Habitat
Fungo simbionte, cresce in boschi di latifoglia e di aghifoglia, piuttosto comune e presente in stagione precoce.

## Commestibilità
Buona.

## Specie simili
- Russula mustelina
- Russula aeruginea
- Russula vesca
- Russula virescens

## Etimologia
Dal latino e greco heterophyllus = "con lamelle irregolari".

## Nomi comuni
- Colombina eterofilla
- Colombina verde

## Sinonimi e binomi obsoleti
- Agaricus furcatus ß heterophyllus Fr., Systema mycologicum (Lundae) 1: 59 (1821)
- Agaricus lividus Pers., Synopsis Methodica Fungorum (Göttingen) 1: 446 (1801)
- Russula furcata sensu auct.; fide Checklist of Basidiomycota of Great Britain and Ireland (2005)
- Russula heterophylla f. adusta J.E. Lange, Fl. Agaric. Danic. 5: 71 (1940)
- Russula heterophylla var. livida (Pers.) Gillet, Hyménomycètes (Alençon): 241 (1876)
- Russula mustelina sensu J. Lange; fide Checklist of Basidiomycota of Great Britain and Ireland (2005)